# Christian Lavey

Christian Lavey (2022)

Christian Lavey (* 8. Januar 1976 als Christian Kies in Luxemburg) ist ein luxemburgischer Zauberkünstler, Illusionist und Unternehmer.

## Leben
Lavey tritt mit seinen Shows in verschiedenen Theatern in Europa auf. Mit seiner Show „Eine Reise ins Reich der Illusionen“ tourte er durch Deutschland, dabei verband er Zauberei, Illusionen und Comedy. 2009 wurde er aus 1000 Bewerbungen für das internationale Zauberfestival „Bamberg zaubert“ ausgewählt. 2010 konnte er sich aus  1500 Bewerbungen erneut durchsetzen und auch 2011 schaffte er eine erneute Teilnahme. Es folgten europaweit Auftritte auf diversen Festivals.
Am 23. Januar 2018 reichte Lavey eine Petition zum Bau eines Todesstern im Luxemburger Parlament ein. In einem Interview mit den lokalen Medien ließ Lavey aber verlauten, dass die ganze Sache nur ein Scherz war und er aus purer Langeweile eine solche Petition eingereicht hätte.
2021 wurde Christian Lavey als Künstler des Jahres, Sparte Magie, vom Künstler Magazin ausgezeichnet.
Als Unternehmer führt Lavey die Master-Franchise-Lizenz der schwedischen Firma Partyland und betreibt auch ein Geschäft in der Innenstadt von Trier. Zudem ist er Gründer und Teilhaber der Unternehmen Kies Sàrl-S (Event- und Lizensvermarktung) und Dainties GmbH (Betrieb von Imbisswägen).